# Początek (powieść Dana Browna)
Początek (ang. Origin) – piąta powieść z cyklu o Robercie Langdonie amerykańskiego pisarza Dana Browna. Premiera książki nastąpiła 3 października 2017 r. Wydawcą zostało wydawnictwo Sonia Draga.

## Fabuła
Robert Langdon, profesor Uniwersytetu Harvarda, specjalista w dziedzinie ikonologii religijnej i symboli, przybywa do Muzeum Guggenheima w Bilbao, gdzie ma dojść do ujawnienia odkrycia, które „na zawsze zmieni oblicze nauki”. Gospodarzem wieczoru jest Edmond Kirsch, czterdziestoletni miliarder i futurysta, którego oszałamiające wynalazki i śmiałe przepowiednie zapewniły mu rozgłos na całym świecie. Kirsch, który dwadzieścia lat wcześniej był jednym z pierwszych studentów Langdona na Harvardzie, planuje ujawnić informację, która będzie stanowić odpowiedź na fundamentalne pytania dotyczące ludzkiej egzystencji.
Gdy Langdon i kilkuset innych gości w osłupieniu ogląda oryginalną prezentację, wieczór zmienia się w chaos, a cenne odkrycie Kirscha może przepaść na zawsze. Chcąc stawić czoła nieuchronnemu zagrożeniu, Langdon musi uciekać z Bilbao. Towarzyszy mu Ambra Vidal, elegancka dyrektorka muzeum, która pomagała Kirschowi zorganizować wydarzenie. Razem udają się do Barcelony i podejmują niebezpieczną misję odnalezienia kryptograficznego hasła, które stanowi klucz do sekretu Kirscha.

## Bohaterowie
- Robert Langdon – harvardzki profesor sztuki i specjalista od symboli. Bliski znajomy Edmonda Kirscha.
- Edmond Kirsch – futurysta i wizjoner, słynie z trafnych przepowiedni, w istocie opartych na jego głębokiej wiedzy na temat rokowań rozwoju świata. Organizuje prelekcję, w którym ma ogłosić odkrycie, które „na zawsze zmieni oblicze nauki”, transmitowane w Internecie.
- Winston – zaawansowana sztuczna inteligencja, bezpośrednio pomagająca Kirschowi, będąca również audioprzewodnikiem Langdona po muzeum.
- Ambra Vidal – dyrektorka Muzeum Guggenheima w Bilbao, wraz z Robertem Langdonem ujawniła treść wystąpienia milionera. Narzeczona księcia Juliana.
- admirał Luis Avila – emerytowany admirał w Armadzie Española (hiszpańskiej marynarce wojennej), główny antagonista w książce, oskarżający Kirscha o zlecenie podłożenia i detonacji ładunku wybuchowego w Katedrza Najświętszej Marii Panny w Sewilli, który zabił jego żonę oraz dwójkę dzieci. Po zdarzeniu stał się alkoholikiem i narkomanem, próbował odebrać sobie życie. W trakcie rehabilitacji po próbie samobójczej wszedł w środowisko kościoła palmarińskiego. Poznał również Regenta, przez którego został płatnym zabójcą[2].
- biskup Valdespino – bliski przyjaciel umierającego króla, hiszpański biskup, który ma wpływ na decyzje polityczne w kraju.
- książę Julian – pretendent do tytułu króla Hiszpanii, ze względu na stan zdrowia obecnie panującego władcy.